# Dimer
Dimer (di-, "dve" + -mer, "deli") je oligomer, ki je sestavljen iz dveh strukturno podobnih monomerov, povezanih z vezmi, ki so lahko bodisi močne bodisi šibke, kovalentne ali medmolekulske. Izraz homodimer se uporablja, kadar sta molekuli enaki (npr. A-A) in heterodimer, kadar nista (npr. A-B). Obratni proces dimerizacije se imenuje disociacija.